# Mynaj
Mynaj (ukrajinsky Минай, maďarsky Minaj, česky Minaj) je  část obce Cholmok, ve venkovské územní komunitě Cholmok v užhorodském okrese Zakarpatské oblasti Ukrajiny. Nachází se jižně od Užhorodu.  

## Historie
První písemná zmínka pochází z roku 1273. V písemných pramenech z 13. až 15. je ves uváděna Ninaj. Teprve od 16. století se začal používat název Minai, který nahradil původní Ninai. Do uzavření Trianonské smlouvy byla ves součástí Uherska, poté byla součástí okresu Užhorod, později okresu Užhorod-venkov v Československu. Za první republiky zde byl obecní notariát. V roce 1930 zde žilo 420 obyvatel. V důsledku první vídeňské arbitráže byla ves v letech 1938 až 1944 součástí Maďarska. Od roku 1945 patříla k Ukrajinské sovětské socialistické republice, která byla součástí SSSR, a nakonec od roku 1991 je součástí samostatné Ukrajiny. 